# Цховребова, Манана Оскеевна
Манана Оскеевна Цховребова (в девичестве Дашниани; 31 октября 1952, с. Рустави — 15 июня 1993, Москва) — советская киноактриса.

## Биография
Родилась в селе Рустави, Цхинвальский регион, Грузинская ССР.
Актёрского образования не имела — дебютировала в кино ещё школьницей, в 15 лет исполнив главную роль в фильме 1967 года «Утренние колокола».
В дальнейшем снялась в полутора десятках фильмов, в основном киностудии «Грузия-фильм». Член Союза кинематографистов Грузинской ССР.
Трагически погибла в Москве летом 1993 года.
Дочь — актриса Милена Цховреба, известная про роли в фильме «Я — русский солдат»

## Фильмография
- 1967 — Утренние колокола — Кету — главная роль
- 1968 — Тревога — Цицино
- 1970 — Жил певчий дрозд — эпизод
- 1971 — Перед рассветом — Саломе
- 1972 — Вика, автобус и я (к/м) — Вика — главная роль
- 1972 — Вика, я и фельетон (к/м) — Вика — главная роль
- 1974 — Белые дома (к/м) — пианистка — главная роль
- 1975 — Этот зелёный, красный мир — Сона
- 1980 — Тифлис - Париж и обратно — эпизод
- 1982 — Певец революции — Фатима
- 1982 — Примите вызов, сеньоры! — эпизод
- 1984 — Легенда о Сурамской крепости — эпизод
- 1984 — Нет худа без добра — Лела
- 1984 — Ольга и Константин — Манана, сестра Константина
- 1985 — Свидание на Млечном пути — военврач